# 穆罕默德·赛义德·布希坦
穆罕默德·赛义德·布希坦（阿拉伯語：محمد سعيد بخيتان，1945年—2022年3月11日）叙利亚军事、政治人物，逊尼派穆斯林。
曾任阿拉伯复兴社会党－叙利亚地区领导机构副书记兼财务办公室主任，在任期间是叙利亚总统、阿拉伯复兴社会党－叙利亚地区领导机构书记巴沙尔·阿萨德在党务方面的副手，同时也是该国统一战线组织全国进步阵线中央委员会委员，并兼任叙利亚中国友好协会主席。

## 生平
布希坦出生于叙利亚代尔祖尔的一个逊尼派贝都因人家庭，他的家乡代尔祖尔位于叙利亚与伊拉克边境，是逊尼派穆斯林占多数的地区。他在警察系统开始了职业生涯，他于1994年至1998年任隶属于叙利亚内政部的大马士革警察局刑事治安分局局长，并晋升少将。1998年至2000年他担任哈马市长，该市是逊尼派穆斯林聚居区，有着伊斯兰原教旨主义传统。里亚德·阿卜拉什把他描述成一个比较简单的、谦逊的人，但阿卜杜勒-努尔则批评他是旧式的复兴党反动卫士，认为他本能地反对任何的改革努力。2000年他进入阿拉伯复兴社会党（叙利亚）地区领导机构，担任地区领导机构民族安全办公室主任的要职。在2005年6月举行的复兴党第十次民族代表大会上，他的民族安全办公室主任之职被希沙姆·伊赫蒂亚尔取代，但仍然被选入党的地区领导机构并担任副书记，在党的叙利亚地区领导机构内的排名由第20位上升至第2位，仅次于总统、地区领导机构书记巴沙尔·阿萨德。
布希坦与巴沙尔总统和他的弟弟马希尔·阿萨德关系密切，被认为是叙利亚复兴党政权的高级决策者之一。叙利亚内战爆发后，欧盟认为他是镇压示威者的主要决策人之一，因而对他实施了制裁。
在朝鲜最高领导人金正日逝世后，布希坦代表叙复兴党向朝鲜劳动党中央委员会发去了唁电。他还兼任叙利亚中国友好协会主席，并于2006年9月访华。2012年11月，在中国共产党第十八次全国代表大会召开之际，他发去了贺函，并在习近平当选中国共产党中央委员会总书记后表示了祝贺。
2012年5月20日，反政府组织叙利亚自由军的大马士革委员会宣称，该组织的一个营已经成功逮捕了政府危机处理机构、即负责政府军队日常事务的所有八名成员。自由军还称，他们相信这八人中至少有六人：前国防部长图尔克马尼、时任国防部长拉吉哈、时任国防部副部长肖卡特、时任内政部长沙尔、时任国家安全顾问伊赫蒂亚尔和复兴党（叙利亚）地区领导机构副书记布希坦，皆已经被杀死。不过很快内政部长沙尔和图尔克马尼先后在国家电视台露面粉碎谣言，并称谣言是“彻头彻尾毫无根据”的。
2013年7月8日，叙利亚总统、复兴党地区领导机构书记巴沙尔主持了叙利亚党的中央委员会扩大会议，布希坦退出党的地区领导机构，其副书记一职由希拉勒·希拉勒接替。